# Blitzway娛樂
Blitzway娛樂（韓語：블리츠웨이엔터테인먼트，前身Blitzway）是韩国一家综合文化信息企业，主要经营公仔开发制作、艺人经纪管理、影视制作等业务，成立于2010年，2021年在科斯达克上市。
Blitzway于2023年并购朱智勛、鄭麗媛等演员的经纪公司H&娛樂（에이치앤드엔터테인먼트）以扩张其事业版图；2024年3月，正式将公司名称由Blitzway变更为Blitzway Studios，崔胜元、李胜宇分别被任命为公仔娱乐事业部和娱乐事业部的代表理事，现任代表理事裴成雄担任首席战略官，原H&娛樂代表理事洪民基被任命为内部理事，裴成雄曾担任KEYEAST代表理事，裴勇浚亦为公司大股东之一。
2025年3月，再度將公司名稱由Blitzway Studios變更為Blitzway Entertainment，以提升企業形象並實現業務多元化。2025年5月28日，宣布收購KLAP娛樂，預計透過將音樂產業納入新的業務軸心，加速成長為一家基於IP的綜合娛樂公司。
下文主要介绍被编入娱乐事业部门的H&娱乐。

## H&娛樂
H&娛樂（에이치앤드엔터테인먼트）由Keyeast前副社長洪民基于2020年創立。2023年10月，韩国公仔、文化内容制作公司Blitzway宣布并购H&娱乐，估价144亿韩元，完成并购后最大股东朱智勋持有股份的价值预计由4亿韩元上升至58亿韩元。H&娱乐并入Blitzway后，原股东朱智勋持有Blitzway股份的5.76%、洪民基持有2.73%。2024年2月正式完成并购后改称Blitzway，原H&娱乐代表理事洪民基任Blitzway理事兼娱乐事业部代表。

## 旗下藝人

### 男演員
- 郭東延（2020年8月13日—）
- 印喬鎮（2020年9月8日—）
- 朱智勛（2021年1月4日—）
- 尹鍾碩（2021年1月11日—）
- 尹博（2021年6月7日—）
- 鄭智勳（2022年6月14日—）
- 禹棹煥（2023年7月—）[17]
- 金宇碩（2024年3月5日—）[15]
- 車柱完（2025年5月—）[18]
- 李允煥（2025年—）
- 蔡鍾協（2025年8月—）[19]

### 女演員
- 鄭仁仙（2020年8月13日—）
- 蘇怡賢（2020年9月8日—）
- 姜旻兒（2020年9月10日—）
- 孫淡妃（2020年9月14日—）
- 鄭麗媛（2020年9月15日—）
- 韓寶凜（2020年11月19日—）
- 千玗嬉（2021年8月4日—）
- 朴河宣（2024年3月11日—）
- 尹河英（2024年—）
- 文彩元（2025年3月5日—）[20]
- 金藝琳（2025年5月1日—）[21]
- 蔡書安（2025年5月8日—）[22]

## 旗下编剧
Blitzway Studios附属公司Blitzway Production旗下拥有《妳的倒影》《只是相愛的關係》编剧刘宝拉、《医法刑事》编剧张洪哲、《由零開始愛上你》编剧许成惠等10多名编剧。

## 过往艺人
- 朴惠恩
- 文瑞允（2021年—）
- 鄭秀晶（2020年10月12日—2024年2月）
- 安昌煥（2021年4月13日—2025年）
- 姜德重（2023年3月—2025年）[24]
- 金正焕（2023年9月—2025年）[25]
- 金惠恩（2021年1月14日—2025年5月）[26]
- 金珠兒（2021年3月—2025年）
- 李序（2021年—2025年）
- 張熙晶（2021年11月22日—2025年）
- 金寶允（2022年3月22日—2025年）
- 柳賢慶（2022年3月28日—2025年5月）[27]
- 高斗心（2023年6月12日—2025年）[28]

## 影视制作
| - 2022年：《紳探追緝令》 | - 2022年：KBS 2TV《由零開始愛上你》 - 2024年：Disney+《支配物种》 - 2024年：tvN《愛在獨木橋》 |

## 外部連結
- Blitzway娛樂官方網站
- Blitzway娛樂的Instagram帳戶
- Blitzway娛樂的官方Youtube
- Blitzway娛樂Naver Post